# A volte ritorno (romanzo)
(Gesù Cristo spiega l'unico vero comandamento che il Suo Padre avrebbe dato all'umanità)
A volte ritorno (il titolo originale è The Second Coming, cioè "La Seconda venuta") è un romanzo fortemente ironico dello scrittore scozzese John Niven. È stato edito per la prima volta in lingua originale nel 2011, mentre in Italia è stato pubblicato nell'anno seguente dalla casa Einaudi.

## Trama
Dopo una vacanza durata quattro secoli, Dio torna in ufficio e viene avvisato dai suoi collaboratori che la Terra sta andando a scatafascio: guerre, genocidi, inquinamento e numerose altre catastrofi provocate dall'uomo sono all'ordine del giorno, così Dio, piuttosto arrabbiato con l'umanità, ma non al punto di distruggere l'universo per rifarlo da capo, come qualcuno in Paradiso gli suggerisce, decide di rispedire suo figlio Gesù sul pianeta per cercare di risolvere la questione.
Gesù piomba così a New York, dove si circonda di un gruppo di disadattati di vario tipo e, sfruttando le sue spiccate doti di musicista, decide di partecipare al programma televisivo canoro American Popstar: da quel palcoscenico, pensa Gesù, potrà diffondere con più facilità il suo messaggio per l'umanità.
Gesù supera le selezioni per partecipare al programma e in breve tempo diventa il cantante più amato dal pubblico, ma viene squalificato quando in diretta lancia chiari messaggi contro il Papa e la Chiesa cattolica. La fama raggiunta gli permette comunque di mettere da parte un'ingente somma di denaro, con la quale acquista un appezzamento di terreno nel Texas, dove fonda una comunità ispirata al vero messaggio divino: marijuana per tutti, musica rock e libero arbitrio, una specie di raduno hippy dove tutti cercano di aiutarsi a vicenda.
La comunità finisce ben presto nel mirino dell'F.B.I., che vede in Gesù un pericoloso guru che potrebbe attentare alla sicurezza degli Stati Uniti insieme ai suoi seguaci. Viene così deciso di assaltare la comunità con due squadre di teste di cuoio, che compiono un vero e proprio massacro. Gesù viene comunque catturato vivo e, a seguito di un processo farsa, viene condannato a morte tramite iniezione letale. Prima dell'esecuzione, Gesù lascia il suo messaggio all'umanità, che poi è il vero e unico comandamento mai dettato da Dio a Mosè: "Fate i bravi!".
Tornato in Paradiso, Gesù viene nuovamente mandato sulla Terra per risolvere alcune questioni rimaste in sospeso: in particolare aiuta Becky, sua cara amica che viveva con lui in Texas, a recuperare il video dell'assalto alla comunità, registrato in una videocamera nascosta. Grazie al filmato, il Mondo conosce la verità sul massacro e rivaluta la figura di Gesù e il suo messaggio.

## Personaggi
- Dio è il papà di Gesù. Fisicamente viene descritto come un bell'uomo sulla cinquantina. È molto diverso dal Dio cattolico; simpatico, anche se lunatico e umorale. Adora neri e omosessuali.

"Dio di buonumore? Lo zio più simpatico dell'Universo. Jack Lemmon o James Stewart imbottiti di Prozac. Dio di malumore? Un produttore hollywoodiano che ha appena imbroccato un fiasco clamoroso. Joel Silver o David Geffen imbottiti di crack."
L'unico comandamento che abbia mai lasciato a Mosè è "Fate i bravi!", inciso su una lastra di pietra sulla sommità del monte Sinai, ma quest'ultimo, non pago di aver scalato la montagna per ricevere qualcosa di così semplice, ha speso quaranta giorni e quaranta notti rimodellando la tavola in modo che recitasse i Dieci Comandamenti, cosa che gli ha valso una serie di calci nelle natiche una volta raggiunto il Paradiso.
- Gesù è il protagonista del romanzo. Ottimo chitarrista e bravo cantante, è un bel ragazzo con lunghi capelli biondi e occhi azzurri che emana un'aura di pace ed amore. Come la maggior parte delle persone in Paradiso, e dei membri della sua combriccola sulla Terra, è un gran fumatore d'erba. Non può fare miracoli, a differenza di quanto si pensa.

- Becky è un'ex prostituta ed ex tossica rimessa in sesto da Gesù, nonché ragazza madre di due bambini. Ha ottime doti da amministratrice ed infatti è lei a mandare avanti la comunità fondata da Gesù.

- Kris è il bassista della band in cui suona Gesù. Originariamente in sovrappeso, vivendo nella comunità perde "almeno quindici chili". Nel profondo, crede che Gesù possa veramente essere il figlio di Dio.

- Morgan, detto Morgs, è il batterista della band. Un ossuto ragazzo nero dall'attitudine pessimista.

- Big Bob è un ex veterano della Guerra in Vietnam nella quale, dopo aver massacrato una famiglia con madre e bambini, ha perso il senno, e l'unica parola che riesce a dire è "Bang."

- Gus e Dotty sono due vecchi alcolizzati facenti parte della compagnia di Gesù.

- Claude è un contadino raccolto dalla combriccola mentre faceva l'autostop. Sua madre si è data all'alcool e la sua fattoria è andata in rovina dopo che il padre li ha abbandonati, e per questo, arrivati a Santa Fe, lui va a cercarlo per ucciderlo, ma viene dissuaso da Gesù poco prima di commettere l'atto.

- Pete è un ex ingegnere omosessuale che ha contratto l'AIDS e che si è ridotto a vivere per strada. Viene raccolto dalla combriccola quando questa fa tappa a Democracy, una piccola cittadina che, a dispetto del nome, è dominata da razzismo e omofobia.

- Meg è una tossicodipendente che Gesù stava tentando di aiutare. Durante il viaggio, scappa con la maggior parte dei soldi raccolti dalla compagnia.

- Pietro è il braccio destro di Dio in Paradiso. È l'unico che ha capito che i Cattolici potevano essere pericolosi e che forse non era il caso che Dio si prendesse una vacanza.

- Matteo è un consigliere di Dio. L'apostolo fu un esattore delle tasse e ha conservato la mania dei grafici e delle percentuali. Inoltre, ha una voce noiosissima, "un ron ron monotono capace di trasformare la prosa più sublime nell'elenco del telefono".

- Andrea viene definito il "guru mediatico di Dio".

- Giovanni è il più spericolato dei consiglieri di Dio, proponendo addirittura al Creatore di distruggere la Terra e ricominciare da capo.

- Jeanne è l'assistente di Dio.

- Fabiano è l'aiutante di Jeanne. Ha palesi tendenze omosessuali.

- Satana viene rappresentato come un uomo basso e in sovrappeso che amministra l'Inferno. Adora mangiare nel nono girone, un enorme ristorante gestito da personalità come Adolf Hitler e leader del Ku Klux Klan.

- Steven Stelfox è il proprietario di American Popstar. Uomo nevrotico, ipocrita ed estremamente maleducato, ma dotato di un grande fiuto per gli affari, come dimostrato dal capitale che possiede.

## Considerazioni
Il romanzo presenta molte analogie volute fra la vita di Gesù conosciuta attraverso i Vangeli, e quella "contemporanea" del suo secondo ritorno sulla Terra: nasce da un'anonima ragazza vergine, si circonda di amici presi dagli strati più diseredati della società, non ha mai reazioni violente, trova i suoi peggiori nemici proprio fra quanti si dichiarano maggiormente religiosi, muore alla stessa età dopo un processo superficiale fatto per accontentare la "maggioranza silenziosa", su un lettino a forma di croce nella camera della morte del carcere. Infine, il suo cadavere scompare dopo tre giorni, e lui ritorna sulla Terra per un breve periodo per rincuorare gli amici. 
Anche la figura di Becky, ex tossica e prostituta tornata a nuova vita per accudire i figli grazie alla vicinanza di Gesù, ricorda quella tradizionale della Maddalena.

## Edizioni
- (EN) John Niven, The Second Coming, edizione originale, Random House, 2011.
- John Niven, A volte ritorno, traduzione di Marco Rossari, 1^ Stile Libero, Torino, Einaudi, 2012  [2011], ISBN 978-88-06-20922-3.
- John Niven, A volte ritorno, traduzione di Marco Rossari, 1^ Tascabile ET, Torino, Einaudi, 2013  [2011], ISBN 978-88-06-21729-7.